# Andrej Zvjagintsev
Andrej Petrovitsj Zvjagintsev (Russisch: Андрей Петрович Звягинцев) (Novosibirsk, 6 februari 1964) is een Russisch filmregisseur.
Na het voltooien van zijn acteeropleiding aan de Novosibirsk-toneelschool, speelde Zvjagintsev in diverse theaterstukken. Begin jaren negentig verhuisde hij naar Moskou waar hij tussen 1992 en 2000 actief was als figurant in diverse tv-series en films. Ook regisseerde hij een aantal afleveringen voor de Russische televisiezender REN TV.
In 2003 ontving zijn debuutfilm Vozvrasjtsjenie een Gouden Leeuw tijdens het Filmfestival van Venetië. Zijn tweede film, Izgnanie (2007), werd geselecteerd voor de competitie in Cannes, waar Konstantin Lavronenko de prijs voor de beste mannelijke hoofdrol kreeg. Elena (2011) kreeg in de sectie Un certain regard van Cannes de prijs van de jury. Op het filmfestival van Gent kreeg Zvjagintsev de hoofdprijs voor deze derde film.

## Filmografie
- 2003: Vozvrasjtsjenie (Возвращение - The Return)
- 2007: Izgnanije (Изгнание - The Banishment)
- 2011: Jelena (Елена)
- 2014: Leviathan (Левиафан)
- 2017: Nelyubov (Нелюбовь - Loveless)